# Jástfalvi Török György
Jástfalvi Török György református lelkész.
Székelyudvarhelyen a református kollégiumban tanult, ahol 1694-1695-ben a könyvtárosi teendőket is ellátta. Innen Nagyenyedre került, majd 1707–1711 között az iderafrankfurti egyetemen folytatta tanulmányait. Hazatérése után Tasnádon volt lelkész 1714-ig. 1721-ben Nagyecseden, 1723-tól 1726-ig Érgirolton szolgált.

## Munkája
- Dissertatio theologica de munere Christi prophetico... Frankfurt. 1709
- Üdvözlő verset írt Tholdi W. Miklóshoz. 1710
- De summo propheta Christo et testimonio Jesu (qui) est Spiritus prophetiae. Frankfurt. 1711.